# Getty Library

Panoramaaufnahme, aufgenommen in einem Teil der Bibliothek des Getty Research Institute (2015)

Die Getty Library (offiziell: Getty Research Institute Library) ist eine der weltweit bedeutendsten Forschungsbibliotheken zur Kunst- und Architekturgeschichte. Sie befindet sich im Getty Center in Los Angeles, Kalifornien. Als Teil des Getty Research Institute (GRI), einer Einrichtung des J. Paul Getty Trust, fördert die Bibliothek das Wissen und das Verständnis der visuellen Künste durch Forschung, Publikationen und Programme.

## Geschichte

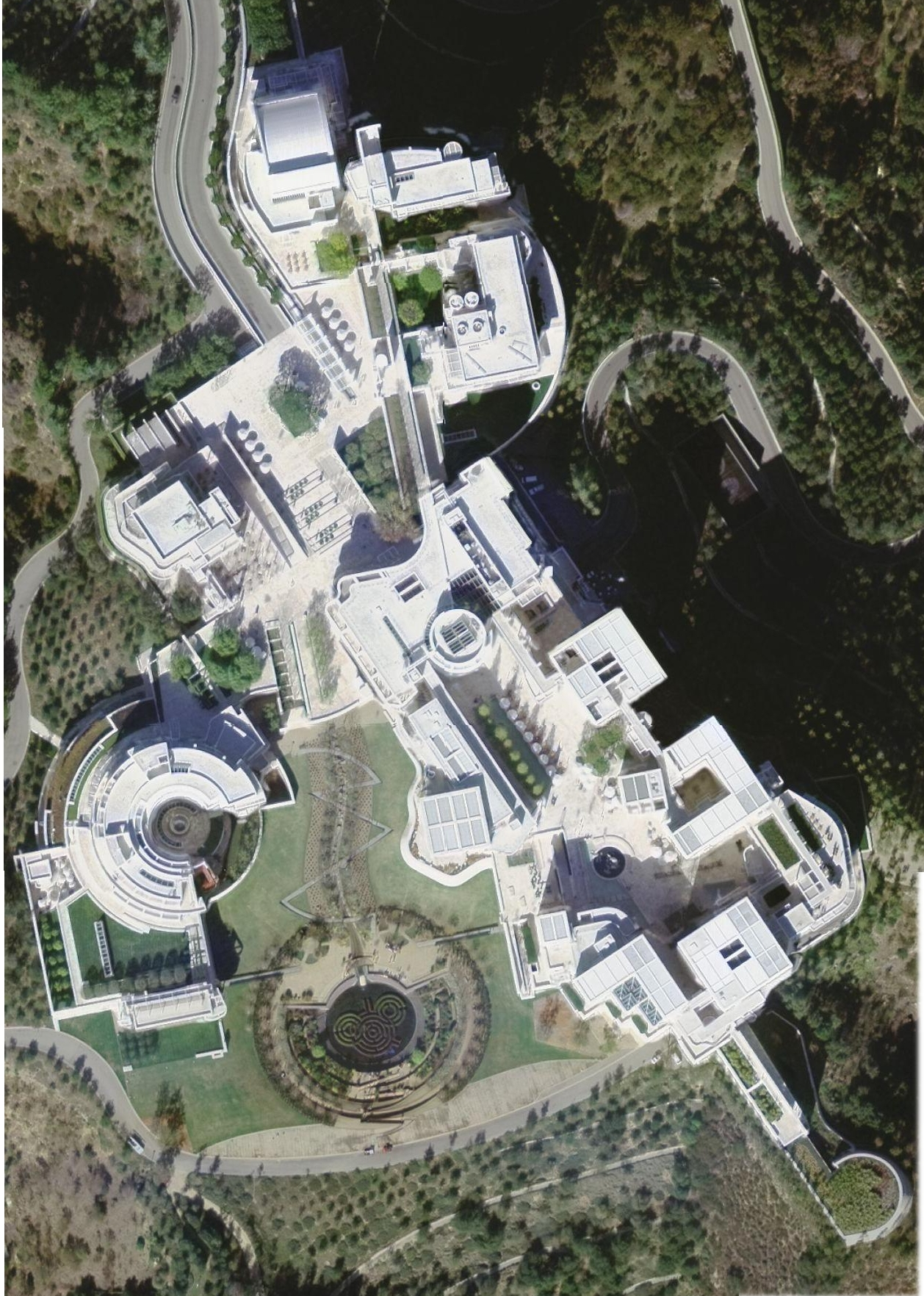
USGS-Satellitenbild des Getty Centers. Das runde Gebäude auf der linken Seite ist das Getty Research Institute. Die beiden Gebäude oben sind die Verwaltungsbüros des Getty Trust, der Rest ist das Museum

Die Entstehung der Bibliothek geht auf die Gründung des Getty Center for the History of Art and the Humanities im Jahr 1985 zurück. Der Plan dazu war ursprünglich 1983 diskutiert worden. Der erste Direktor war Kurt W. Forster. Der Bestand umfasste zu dieser Zeit rund 30.000 Bände und wuchs innerhalb von drei Jahren auf 450.000. Die Bibliothek entwickelte sich zu einer der führenden Einrichtungen für Kunst- und Kulturforschung in den USA. Im Jahr 1996 erfolgte die Umbenennung in Getty Research Institute for the History of Art and the Humanities, ab 1999 nur noch Getty Research Institute. Die Bibliothek fusionierte mit dem Getty Information Institute (aufgelöst 1999) und übernahm dabei zahlreiche Aufgaben. Zu den Direktoren gehörten unter anderem Salvatore Settis (1994–1999), Thomas E. Crow (2000–2006), Thomas W. Gaehtgens (2007–2019) und seit 2019 Mary Miller.

## Bestände und Sammlungen
Der Bibliotheksbestand umfasst mehr als eine Million Titel, darunter Bücher, Zeitschriften und Auktionskataloge, sowie Sonder- und Bildersammlungen mit rund zwei Millionen Fotografien zu den Themen Kunst und Architektur. Neben der allgemeinen Sammlung gibt es Spezialsammlungen zu Themen wie der Geschichte des Sammelns, der Provenienzforschung sowie zu Archiven bekannter Künstler, Architekten, Kuratoren und Kunsthändler.
Zu den Höhepunkten der Sonderbestände zählen:
- Archive von Künstlern und Bewegungen wie dem Dadaismus, dem Surrealismus, dem italienischen Futurismus, der russischen Moderne und dem Bauhaus.
- Künstler- und Galerienarchive, etwa von Malvina Hoffman, Harald Szeemann, Clara Diament Sujo sowie den Galerien Knoedler und den Duveen Brothers.
- umfangreiche Sammlungen von Zeichnungen, Skizzenbüchern, Fotografien, Architekturplänen, Audiomaterial und Videoarchiven.
- Künstlerarchive moderner Bewegungen wie der Guerrilla Girls, des Woman’s Building und von Fluxus sowie von relevanten Architekten wie Frank Gehry und John Lautner.

## Dienstleistungen und Nutzung
Die Bibliothek ist keine Leihbibliothek, das heißt, alle Materialien müssen vor Ort benutzt werden. Sie ist von Montag bis Freitag geöffnet und am Wochenende geschlossen. Die Nutzung der Sammlungen steht allen Forschenden und Besuchern nach Anmeldung als Library Reader jedoch grundsätzlich offen. Spezialsammlungen sind nach Terminabsprache zugänglich. Für wissenschaftliche Projekte bestehen Fördermöglichkeiten wie die Getty Library Research Grants. Darüber hinaus sind hochauflösende Digitalisate vieler Bestandsobjekte über den Online-Katalog frei verfügbar. Die Bibliothek bietet zudem Informationsdienste, Einführungen und Rechercheberatungen für Benutzer an.

### Digitale Ressourcen und Forschungsdatenbanken
Ein besonderer Schwerpunkt liegt auf der digitalen Zugänglichkeit von Forschungsressourcen. Zu den bedeutenden Projekten und Angeboten zählen:
- Das Getty Research Portal: Zusammenarbeit mit internationalen Institutionen, um weltweit freien Zugang zu digitalisierten kunsthistorischen Quellen bereitzustellen.
- Getty Vocabularies: kontrolliertes Vokabular zur Kunst, Architektur und materiellen Kultur, darunter Thesaurus of Geographic Names, Art & Architecture Thesaurus und Union List of Artist Names.
- Bibliography of the History of Art (BHA): kostenlos zugängliche bibliographische Datenbank für kunsthistorische Literatur.

### Bildungs- und Ausstellungsprogramme
Das Getty Research Institute (GRI) veranstaltet jährlich mehrere öffentliche Ausstellungen, die sich in der Regel auf die Sonderbestände beziehen. Hinzu kommen Vorträge, Workshops, Tagungen und Online-Ausstellungen zu Themen wie das Bauhaus oder Palmyra. Das Institut betreibt eigene wissenschaftliche Publikationsreihen und gibt das begutachtete Journal Getty Research Journal heraus. Das GRI arbeitet mit internationalen und lokalen Institutionen zusammen, beispielsweise bei der Digitalisierung von Sammlungen, der Provenienzforschung – insbesondere im Kontext von NS-Raubkunst – oder im Rahmen von Forschungsinitiativen wie Pacific Standard Time zur Kunstgeschichte Kaliforniens.